# أكرض نتوريرت (تيسفان)
أكرض نتوريرت هو دُوَّار يقع بجماعة تيسفان، إقليم تارودانت، جهة سوس ماسة في المملكة المغربية. ينتمي الدوّار لمشيخة تيسفان التي تضم 26 دوار. يقدر عدد سكانه بـ 112 نسمة حسب الإحصاء الرسمي للسكان والسكنى لسنة 2004.

## روابط خارجية
- البوابة الوطنية للجماعات الترابية
- المندوبية السامية للتخطيط